# Мыс (Пижанский район)
 Мыс  — деревня в Пижанском муниципальном округе Кировской области.

## География
Расположена на расстоянии примерно 4 км по прямой на запад-северо-запад от райцентра поселка Пижанка.

## История
Известна с 1802 года как деревня с 25 дворами, в 1873 здесь дворов 26 и жителей 291, в 1905 53 и 354, в 1926 68 и 34, в 1950 36 и 147, в 1989 50 жителей. До 2020 года входила в состав Обуховского сельского поселения до его упразднения.

## Население
Постоянное население составляло 31 человек (русские 100%) в 2002 году, 19 в 2010.